# 黃輔棠
黃輔棠（1948年—），筆名阿鏜、山苗、黃鐘，美籍華人音樂家。生於中國廣東番禺，早年在廣州接受專業音樂教育，經歷文革，後赴美國俄亥俄州肯特州立大學取得音樂碩士學位。小提琴師從馬思宏、亞伯特·馬可夫等先生，作曲師從張己任、蘆炎、林聲翕等先生。後到臺灣，任國立藝術學院小提琴講師兼實驗樂團首席三年，並擔任台南應用科技大學音樂系教授至退休，現定居台南。
黃輔鏜創作的歌劇、樂曲、歌曲曾在世界各地公演，包括維也納、紐約、華盛頓、多倫多、北京、上海、天津、吉林、深圳、香港、臺灣等。

## 主要音樂作品
- 交響樂《紀念曲》，為紀念死於中共暴政的張志新和林昭而作，1999年底由深圳交響樂團首演
- 歌劇《西施》，是世界華人第一部描敘中國第一大美人西施故事的歌劇作品。
- 交響樂《神雕俠侶交響樂》，根據金庸的同名小說譜成，開創了用交響音樂表達武俠小說意境、感情之先河。1996年11月由葉聰指揮香港小交響樂團演出，金庸先生蒞臨音樂會，並在音樂會節目單上親筆題上「俠之大者交響樂會」幾個大字相贈。
- 交響詩《蕭峰交響詩》
- 管弦樂《臺灣狂想曲》
- 弦樂合奏《賦格風小曲》
- 民樂合奏《笑傲江湖》
- 歌曲《阿鏜合唱曲集》
- 歌曲《阿鏜古詩詞歌集》
- 歌曲《阿鏜當代詩詞歌集》
- 為霍韜晦作詞之「性情之歌」譜曲，並由喜耀教育文化基金於2008年舉辦之「天地之心」音樂劇、2009年舉辨之「天地之心──自由萬歲！」音樂劇演唱，更於2010年舉辦之「霍韜晦性情歌曲音樂會」中由費明儀親自演唱。

## 主要著作
- 1983年 《小提琴教學文集》（台北，全音樂譜出版社）
- 1985年 《黃輔棠小提琴入門教本》（台北，屹齋出版社）
- 1986年 《談琴論樂》（台北，大呂出版社）
- 1990年 《賞樂》（台北，大呂出版社）
- 1995年 《教教琴、學教琴》（台北，大呂出版社）
- 1998年 《樂人相重》（台北，大呂出版社）
- 1998年 《小提琴團體教學研究與實踐》（台北，大呂出版社）
- 2004年 《阿鏜樂論》（台北，大呂出版社）
- 2004年 《樂在其中》（台北，未來書城）
- 2012年 《阿鏜閒話：一位音樂人談音樂．文學．中醫和家庭教育》（台北，爾雅出版社）
- 2017年 《我一生的貴人》（台北，大地出版社）

## 音樂CD
- 1985年《鄉夢》組曲（小提琴與鋼琴，日本小提琴家久保陽子獨奏，佐佐木八重子鋼琴伴奏，台北，上揚唱片公司）
- 1995年《錦瑟》古詩詞歌曲 （女高音楊靜文獨唱，宋兆寒鋼琴伴奏，台北，搖籃唱片公司）
- 1998年《台灣狂想曲》（亨利·梅哲等指揮，臺北愛樂室內及管弦樂團演奏，管弦樂，台北，風潮唱片公司）
- 2000年《兩情若是久長時》（女中音張倩獨唱，湯明鋼琴伴奏，香港，雨果唱片公司）
- 2000年《為伊消得人憔悴》（女中音張倩獨唱，湯明鋼琴伴奏，香港，雨果唱片公司）
- 2001年《問世間，情是何物》（1988年1月北京「阿鏜作品音樂會」實況錄音，嚴良堃指揮，中央樂團演唱演奏，台北，風潮唱片公司）
- 2005年《神鵰俠侶交響樂》（交響樂，台南，黃鐘音樂文化）